# Monarca versicolor
El monarca versicolor (Mayrornis versicolor) és un ocell de la família dels monàrquids (Monarchidae).

## Hàbitat i distribució
Habita els boscos de l'illa d'Ogea Levu i els illots propers Ogea Driki i Dakuiyanuya, a l'illes Lau de les Fiji sud-orientals.